# Свети синод на Българската православна църква
Светият синод е върховният управляващ орган на Българската православна църква, основан през 1870 година с учредяването на Българската екзархия. До 1914 година Светият синод заседава в Цариград, след това – в София. Заседава в пълен и намален състав, под председателството на българския екзарх, а от 1953 година на българския патриарх.

## Състав на Светия синод
| Председател |                      |                                                                |
| Име         | Рождена дата         | Епархия                                                        |
| Даниил I    | 2 март 1972 г.       | Български патриарх и митрополит на Софийска епархия            |
| Членове     |                      |                                                                |
| Име         | Рождена дата         | Епархия                                                        |
| Йосиф       | 6 декември 1942 г.   | Българска източноправославна епархия в САЩ, Канада и Австралия |
| Григорий    | 10 октомври 1950 г.  | Великотърновска епархия                                        |
| Игнатий     | 10 май 1938 г.       | Плевенска епархия                                              |
| Гавриил     | 16 юли 1950 г.       | Ловчанска епархия                                              |
| Николай     | 19 юли 1969 г.       | Пловдивска епархия                                             |
| Антоний     | 17 януари 1978 г.    | Българска източноправославна епархия в Западна и Средна Европа |
| Йоан        | 13 февруари 1969 г.  | Варненска и Великопреславска епархия                           |
| Серафим     | 4 юли 1974 г.        | Неврокопска епархия                                            |
| Наум        | 19 октомври 1968 г.  | Русенска епархия                                               |
| Киприан     | 8 март 1976 г.       | Старозагорска епархия                                          |
| Григорий    | 19 септември 1970 г. | Врачанска епархия                                              |
| Яков        | 7 март 1971 г.       | Доростолска епархия                                            |
| Арсений     | 18 ноември 1986 г.   | Сливенска епархия                                              |
| Пахомий     | 25 април 1978 г.     | Видинска епархия                                               |

## Други български православни епископи
| Име       | Рождена дата         | Титла                         | Функция |
| --------- | -------------------- | ----------------------------- | --- |
| Галактион | 26 февруари 1949 г.  | бивш Старозагорски митрополит | на покой в Старозагорска митрополия                                                                                       |
| Инокентий | 28 август 1963 г.    | Крупнишки епископ             | епископ на разположение на Св. синод                                                                                      |
| Яков      | 25 август 1956 г.    | Месемврийски епископ          | епископ на разположение на Св. синод                                                                                      |
| Евлогий   | 16 юни 1954 г.       | Адрианополски епископ         | игумен на Рилския манастир                                                                                                |
| Тихон     | 26 май 1945 г.       | Тивериополски епископ         | епископ на разположение на Св. синод                                                                                      |
| Сионий    | 18 ноември 1969 г.   | Велички епископ               | игумен на Бачковския манастир                                                                                             |
| Борис     | 10 март 1953 г.      | Агатоникийски епископ         | епископ на разположение на Св. синод                                                                                      |
| Игнатий   | 11 юли 1972 г.       | Проватски епископ             | епископ на разположение на Св. синод                                                                                      |
| Поликарп  | 21 септември 1978 г. | Белоградчишки епископ         | първи викарий на Пловдивския митрополит                                                                                   |
| Йеротей   | 1 февруари 1977 г.   | Агатополски епископ           | епископ на разположение на Св. синод                                                                                      |
| Герасим   | 2 ноември 1979 г.    | Мелнишки епископ              | главен секретар на Св. синод и председател на църковното настоятелство на храм-паметник „Свети Александър Невски“ – София |
| Висарион  | 6 юли 1971 г.        | Смоленски епископ             | втори викарий на Пловдивския митрополит                                                                                   |
| Михаил    | 9 февруари 1981 г.   | Константийски епископ         | викарий на Ловчанския митрополит                                                                                          |
| Макарий   | 30 август 1981 г.    | Главиницки епископ            | викарий на Русенския митрополит                                                                                           |
| Исаак     | 9 ноември 1982 г.    | Велбъждски епископ            | втори викарий на Софийския митрополит                                                                                     |
| Матей     | 7 октомври 1971 г.   | Никополски епископ            | викарий на Великотърновския митрополит                                                                                    |
| Мелетий   | 21 декември 1985 г.  | Знеполски епископ             | ректор на Софийската духовна семинария                                                                                    |
| Климент   | 1974 г.              | Левкийски епископ             | викарий на митрополита на САЩ, Канада и Австралия                                                                         |
| Богослов  | 11 март 1979 г.      | Маркианополски епископ        | викарий на Старозагорския митрополит                                                                                      |
| Йоан      | 26 април 1980 г.     | Браницки епископ              | първи викарий на Софийския митрополит                                                                                     |
| Василий   | 21 ноември 1984 г.   | Драговитийски епископ         | игумен на Троянския манастир                                                                                              |